# Алімемазин
Алімемазин (МНН), також відомий як тримепразин (торгові марки Nedeltran, Panectyl, Repeltin, Therafene, Theraligene, Theralen, Theralene, Vallergan, Vanectyl і Temaril), зазвичай представлений у вигляді тартратної солі, є похідним фенотіазину, який використовується як протисвербіжний засіб (він запобігає свербінню, викликаному такими причинами, як екзема або отруйний плющ, діючи як антигістамінний засіб). Він також діє як заспокійливий, снодійний і протиблювотний засіб для профілактики заколисування . Хоча він структурно пов'язаний з такими препаратами, як хлорпромазин, він не використовується як антипсихотичний засіб. В деяких країнах він продається під торговою маркою Тераліген для лікування тривожних розладів (включаючи ГТР), органічних розладів настрою, порушень сну, розладів особистості, що супроводжуються астенією та депресією, соматоформної вегетативної дисфункції та різноманітних неврозів .
Алімемазин не схвалений для використання людьми в Сполучених Штатах. Комбінація алімемазину та преднізолону (зазвичай продається під торговою маркою Temaril-P) ліцензована як протисвербіжний та протикашльовий засіб для собак.